# Seis días de Dresden
Los Seis días de Bremen es una carrera de ciclismo en pista, de la modalidad de seis días, que se disputó en Dresde (Alemania). Su primera edición data del 1911, y tan solo se disputaron tres ediciones en dos años.

## Palmarés
| Año      | Ganadores                | Segundos                          | Terceros                    |
| -------- | ------------------------ | --------------------------------- | --------------------------- |
| 1911     | Willy Lorenz Karl Saldow | Richard Grossmann Fritz Schallwig | Willi Marx Fritz Stellbrink |
| 1912 (1) | Willy Lorenz Karl Saldow | Walter De Mara Eugen Stabe        | Otto Pawke Karl Rudel       |
| 1912 (2) | Willy Lorenz Karl Saldow | Iver Lawson George Wiley          | Tommy Hall Alfred Halstead  |